# O jelölés

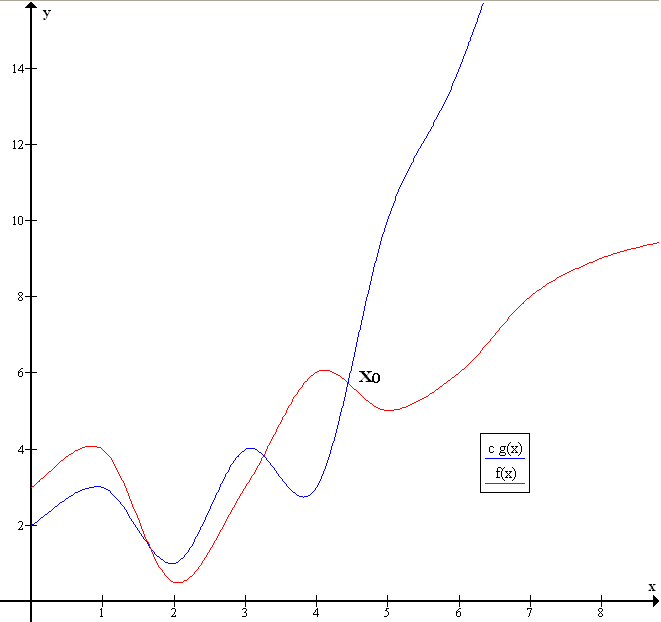
Egy példa az ordó-jelölés használatára: f(x) ∈ O(g(x)) vagyis létezik egy c > 0 és létezik egy x_{0} úgy, hogy f(x) < cg(x), ha x > x_{0}.

Az Edmund Landautól származó ordó-jelölés (O jelölés) az analízisben és alkalmazásaiban (valószínűségszámítás, analitikus számelmélet, számításelmélet) függvények becslését megkönnyítő jelölésmód.

## Nagy ordó
Ha {\displaystyle f} és {\displaystyle g} valós vagy természetes számokon értelmezett függvények, amelyeknek nagy x helyeken felvett értékeit, vagy éppen {\displaystyle x\in [a,b]} (a,b valós számok) melletti viselkedését vizsgáljuk, akkor {\displaystyle f(x)=O(g(x))} azt jelenti, hogy {\displaystyle |f(x)|\leq Cg(x)} teljesül alkalmas C valós konstansra a megadott helyen. Kiejtése: „{\displaystyle f(x)} egyenlő (nagy) ordó {\displaystyle g(x)}”. Ezt leggyakrabban hibatagok menet közbeni becslésére alkalmazzuk, például {\displaystyle (x+1)^{2}=x^{2}+O(x)} {\displaystyle x\to \infty } mellett, hiszen a hibatag {\displaystyle 2x+1}, legfeljebb 3x minden {\displaystyle x\geq 1}-re. Hasonlóképpen írható például {\displaystyle e^{x}=1+x+O(x^{2})}, ahol {\displaystyle x\to 0}.

## Tulajdonságok
Ha egy f függvény felírható mint véges sok függvény összege, akkor a növekedési ütemet a leggyorsabban növekvő határozza meg. Például:
{\displaystyle f(n)=9\log n+5(\log n)^{3}+3n^{2}+2n^{3}=O(n^{3})\,,\qquad {\text{ahogy }}n\to \infty \,\!.}

### Szorzat
{\displaystyle f_{1}\in O(g_{1}){\text{ és }}f_{2}\in O(g_{2})\,\Rightarrow f_{1}f_{2}\in O(g_{1}g_{2})\,}
{\displaystyle f\cdot O(g)\subset O(fg)}

### Összeg
{\displaystyle f_{1}\in O(g_{1}){\text{ és }}f_{2}\in O(g_{2})\,\Rightarrow f_{1}+f_{2}\in O(|g_{1}|+|g_{2}|)\,}
Ami azt jelenti, hogy {\displaystyle f_{1}\in O(g){\text{ and }}f_{2}\in O(g)\Rightarrow f_{1}+f_{2}\in O(g)}.
Ha f és g pozitív függvények, akkor {\displaystyle f+O(g)\in O(f+g)}

### Konstanssal való szorzás
Legyen k egy konstans. Ekkor:
{\displaystyle \ O(kg)=O(g)} ha k nem nulla.
{\displaystyle f\in O(g)\Rightarrow kf\in O(g).}

## Kapcsolódó jelölések

### Kis ordó
Ha nemcsak {\displaystyle |f(x)|\leq Cg(x)}, de {\displaystyle f(x)/g(x)\to 0} is teljesül a megadott határátmenetben, azt {\displaystyle f(x)=o(g(x))}-szel jelöljük és azt mondjuk, hogy „{\displaystyle f(x)} egyenlő kis ordó {\displaystyle g(x)}”. Eszerint például {\displaystyle x^{2}=o(x^{3})} {\displaystyle x\to \infty } mellett, vagy {\displaystyle \log n!=(1+o(1))n\log n} szintén {\displaystyle n\to \infty } esetén.

### Omega
Ha nem felülről, hanem alulról adunk becslést, azt omegával jelöljük. Eszerint {\displaystyle f(x)=\Omega (g(x))} azt jelenti, hogy a megadott helyeken {\displaystyle f(x)>cg(x)} teljesül alkalmas {\displaystyle c>0} konstansra.

### Theta
Ha az {\displaystyle f,g} függvényekre {\displaystyle f(x)=O(g(x))} és {\displaystyle g(x)=\Omega (f(x))} is teljesül, azt {\displaystyle f(x)=\theta (g(x))}-szel jelöljük. Így például Csebisev tétele a prímszámok számáról így fogalmazható:
A theta-jelölés helyett használják az {\displaystyle f(x)\asymp g(x)} jelölést is.

### Vinogradov-szimbólum
Vinogradov vezette be {\displaystyle f(x)\ll g(x)}-t {\displaystyle f(x)=O(g(x))} jelölésére.

## Fordítás
Ez a szócikk részben vagy egészben  a   Big O notation című angol Wikipédia-szócikk fordításán alapul.  Az eredeti cikk szerkesztőit annak laptörténete sorolja fel. Ez a jelzés csupán a megfogalmazás eredetét és a szerzői jogokat jelzi, nem szolgál a cikkben szereplő információk forrásmegjelöléseként.